# 坂本千夏
坂本 千夏（さかもと ちか、本名：石原 千夏〈いしはら ちか〉、1959年〈昭和34年〉8月17日 - ）は、日本の女性声優。東京都大田区大森出身。神奈川県川崎市、横浜市戸塚区育ち。アーツビジョン所属。

## 来歴

### 生い立ち
小さい頃は賢い子供で、2歳にして字が読め、祖母の家の電話番号も覚えていた。幼稚園の頃に神奈川県川崎市に転居し、中学生の頃に神奈川県横浜市戸塚区に転居。
小学4年生の時、茨城県の親戚の結婚式の披露宴会場で水前寺清子の『いっぽんどっこの唄』を歌っていた。歌のお礼にとお金をちょうだいしており、この時に「あっ、歌うたってお金がもらえるのか、いいなぁ」を実感して以来、歌にやみつきになったという。
生枠のテレビっ子であり、高校生になっても、朝から『ママとあそぼう!ピンポンパン』といった幼児向けアニメ番組に見入り、始業に間に合う方が珍しいほどの遅刻魔であったという。学校での楽しみは礼拝の時間であり、自分なりに賛美歌の1番はメロディー、2番はハーモニーを重視して歌うなど歌唱の練習に充てたという。
捜真女学校中学部・高等学部卒業。学生時代より、声優業・歌手業に興味を抱いていた。高校時代にはヤマハのボーカルメイツでレッスンを受けていたこともある。他に横浜フォーク村に入り、バンドの練習をしていた。高校時代、友人と組んでいたバンドでヤマハポピュラーソングコンテストに出場し、優秀歌唱賞を受賞している。
高校時代に皆からは「変な声だ」と言われていた。その声を生かすには「芝居を勉強した方がいいんじゃないか」と芝居を始める。アニメは好きであり、「ああいう声やってみたいな」と思っており、「できれば、歌もレッスンしていたし、声もやって主題歌も歌えたら最高じゃないかな」と思った。高校卒業時は「声の仕事をしたい」と思っており、声優のファンの友人が相談に乗ってくれるということで、電話をした。「キミは他に何かやりたいものはないの」と聞かれて、「幼稚園の先生にもなりたいような気もするんです」と答えたところ、「それなら、幼稚園の先生になりなさい」と言われた。「結局芝居の勉強をしなきゃダメだ」ということで、「大学の演劇部へ入っても結局劇団へ入るんだし、それならいきなり養成所へ入った方がいいんじゃないか」と思った。将来は歌って芝居がしたいため、早稲田大学に推薦で進学し、「演劇を学ぼう」などともくろんでいたが、担任には「あんた、こんだけ遅刻していて無理だわよ」と一蹴されてしまった。

### キャリア
高校卒業後は役者を目指し、テアトル・エコー付属養成所の公演を見たことがきっかけとなり、同養成所に入団。テアトル・エコーを選んだ理由は当時、熊倉一雄、山田康雄、槐柳二などの声優が多数所属していたからである。2年間養成所通いのあと、研究生になるはずだったが、芝居をしてもあまり面白くなかったと需要の問題から離脱を余儀なくされる。最初の芝居は不条理な芝居でタイトルは忘れてしまったが、セリフに感情を全然入れなかったという。養成所の同期に勝生真沙子、花咲きよみがいる。1年先輩に田中真弓、横尾まりがいる。養成所卒業後、卒業時の面接の時、本人の声優業志願もあり、より声優色の強い東京俳優生活協同組合（俳協）へと移り、アーツビジョン設立の際に同社に所属。かつては新企画にも所属していた。
1981年、デビュー。アニメでの最初の仕事は『太陽の使者 鉄人28号』の「あっ鉄人だ!」という台詞だった。その後、1982年に『フクちゃん』（フクちゃん役）のオーディションに合格し、初主演。
1983年10月から1985年3月までは、高橋美紀と共にラジオ番組『アニメトピア』の3代目パーソナリティを担当した。
1983年当時は友人と「綺乱劇場」というグループを組み、年2回の公演を行っていた。1984年頃には声優仲間の花咲きよみ、小粥よう子（現・日比野朱里）と3人でポテトパワーというグループを結成しコンサートを行った。1989年には伊倉一恵と神代知衣とGALLOPというグループで活動し、約20年の活動停止期間を経て、2011年4月に復活ライブを開催。以後、2年ごとのペースで活動をしている。「クイズタイムショック・アニメ声優大会」（テレビ朝日系）でトップで登場して、9問正解で優勝した。
2024年、山寺宏一、梶裕貴ら他の有名声優26名と共同で、本人に無断で学習・生成される生成AI音声や映像に反対する有志の会として『NOMORE 無断生成AI』を結成し、啓発動画を公開した。声明文では「やった覚えのない朗読や歌、そして声そのものが、ネット上に公開され、時に販売」される現状への強い懸念を表明した。

## 人物・特色
役柄としては、主に動物と子供役を生業としている。
『ここはグリーン・ウッド』、『らんぽう』、『フクちゃん』では主題歌を担当した。
日本ナレーション演技研究所などで講師も務めるなど、後進の育成にも携わっている。教え子に内田真礼や山崎はるか、稲垣好がいる。中でも稲垣は、坂本との出会いは自分を変えるきっかけになったと話している。稲垣は養成所に入った当初「型にはまっていたんです」「出来てはいるけど表現が小さかった」と振り返っている。坂本は「そんなんだったら新潟に帰って別の仕事でもやってろ！」と敢えて厳しく叱ったことがあったといい、これを機に稲垣は「周りとは違うことをして、爪痕を残そうと思うようになりました」と、演技の勉強への取り組み方を変えたといい、坂本はそんな稲垣を褒めるようになり、最後は「あんたの芝居好きだよ」と抱きしめてくれたという。そして、「千夏さんが言ってくださった言葉を大事にしないとなと思いました」と、坂本への感謝の言葉を語っている。
父は製鉄会社に勤めていた。妹がいる。
趣味・特技は生け花、料理、音楽鑑賞。

## 出演
太字はメインキャラクター。

### テレビアニメ
1982年
- 太陽の使者 鉄人28号
- 怪物くん
- 手塚治虫のドン・ドラキュラ（生徒C、生徒B）
- 忍者マン一平（根来）
- フクちゃん（フクちゃん）

1983年
- イタダキマン（竜子）
- The かぼちゃワイン（トモヒデ）
- 機甲創世記モスピーダ（マチューダ）
- キャッツ♥アイ（1983年 - 1985年、来生愛） - 2シリーズ
- ストップ!! ひばりくん!（片桐〈すずめの友達〉）
- キャプテン翼（1983年 - 1986年、あねご / 中沢早苗）
- 超時空世紀オーガス（リーア）
- ナイン（1983年 - 1984年、安田雪美） - 3シリーズ
- ミームいろいろ夢の旅（光男、オム）

1984年
- あした天気になあれ（攻三）
- うる星やつら（じんじゃあ）
- 超攻速ガルビオン（レミー）
- チックンタックン（マキ）
- らんぽう（らんぽう）

1985年
- 蒼き流星SPTレイズナー（バーディ）
- 機動戦士Ζガンダム（1985年 - 1986年、シンタ）
- 小公女セーラ（ピーター）
- 星銃士ビスマルク（ジミー）
- 忍者戦士飛影（リプタ）
- はーいステップジュン（大介）
- へーい!ブンブー（ケン）

1986年
- 機動戦士ガンダムΖΖ（シンタ）
- 銀牙 -流れ星 銀-（大輔）
- ゲゲゲの鬼太郎（第3作）（健太、小坊主）
- 青春アニメ全集（およし、ビルマの少年）
- ハイスクール!奇面組（音成久子）
- Bugってハニー（1986年 - 1987年、マシュロン、カイケツ丸）
- ボスコアドベンチャー（少年）
- マシンロボ クロノスの大逆襲（ジギー）
- 魔法のアイドルパステルユーミ（三沢健太）
- めぞん一刻（一の瀬賢太郎）
- ロボタン（ボッチ）

1987年
- 愛の若草物語（トム・ブルック）
- あんみつ姫（捨て丸）
- 宇宙船サジタリウス（トラ、アッサム）
- エスパー魔美（健太）
- 機甲戦記ドラグナー（ダニー）
- きまぐれオレンジ☆ロード（春日一弥）
- げらげらブース物語（モリー、ブタ）
- シティーハンター（1987年 - 1988年、家出娘、堀越ちえみ、アグネス会員たち、鷲尾次郎、森村さくら） - 2シリーズ
- ドテラマン（セ鬼）
- のらくろクン（1987年 - 1988年、のらくろ）

1988年
- ウルトラB（園児の先生）
- 美味しんぼ（さとる）
- おそ松くん（タマボー）
- それいけ!アンパンマン（1988年 - 2024年、てんどんまん、カバオくんのお母さん〈2代目〉、みかづきまん〈2代目〉、アイスキャンデーマン〈2代目〉、えのきだけよ〈2代目〉、ユッキーのお母さん〈2代目〉、キャンディ姫〈初代〉、ちびぞうくん、タルトちゃん、市長夫人、チビツリー、うめぼしばあや〈2代目〉、しろかぶばあさん〈初代〉、おだいりくん、かいじゅうモカ 他）
- 超音戦士ボーグマン（ジュン）
- 闘将!!拉麵男（タンメン）
- 鉄拳チンミ（チンミ）
- ハーイあっこです（坂本タロー）
- ひみつのアッコちゃん（アキラ、増田健太）
- 夢見るトッポ・ジージョ（ロロ）

1989年
- 青いブリンク（トビ、ハンス）
- 昆虫物語 みなしごハッチ（1989年 - 1990年、クロ、アレイ、コロロ、カンタ）
- ジャングル大帝（新）（マイヤー）
- 新グリム名作劇場（その息子）
- 魔動王グランゾート（プリル）
- 魔法使いサリー（1989年 - 1990年、グルー、バクー、パステル）
- ミラクルジャイアンツ童夢くん（新城童夢）
- らんま1/2 熱闘編

1990年
- オバタリアン（ミノル）
- からくり剣豪伝ムサシロード（源太）
- 三丁目の夕日（三浦雄一郎 他）
- ジャングルブック・少年モーグリ（カワウソ）
- それいけ!アンパンマン みなみの海をすくえ!（てんどんまん）
- たいむとらぶるトンデケマン!（オハル）
- 楽しいムーミン一家（ティーティー・ウー）
- つる姫じゃ〜っ!（つる姫）
- 平成天才バカボン（ハジメ）
- もーれつア太郎（デコ七）

1991年
- アニメひみつの花園（マーサ）
- おれは直角（石垣直角）
- おばけのホーリー（タワシン）
- 少年アシベ（1991年 - 1993年、アシベ） - 2シリーズ
- ちいさなおばけアッチ・コッチ・ソッチ（エッちゃん）
- バカボンおそ松のカレーをたずねて三千里（ハジメ）
- 姫ちゃんのリボン（マッシー）
- 魔法のプリンセス ミンキーモモ（アレキサンドラ）

1992年
- コボちゃん（大山フトシ）
- 花の魔法使いマリーベル（1992年 - 1993年、タンバリン）
- ファンタジーアドベンチャー 長靴をはいた猫の冒険（ピエール）
- 炎の闘球児 ドッジ弾平（黒岩竜也）
- ママは小学4年生（ジュリエッタ）
- まぼろしまぼちゃん（幻むむ子）

1993年
- カリメロ（フルフル）
- 3丁目のタマ うちのタマ知りませんか?（1993年 - 1994年、トラ） - 2シリーズ
- 平成イヌ物語バウ（ニワトリ）
- みかん絵日記（ジェリー）
- ムカムカパラダイス（1993年 - 1994年、ムカムカ）

1995年
- しましまとらのしまじろう（トミー）
- 十二戦支 爆烈エトレンジャー（1995年 - 1996年、バク丸、妹）
- 爆れつハンター（ライラ）
- ふしぎ遊戯（柳宿）

1996年
- 赤ちゃんと僕（榎木実、玉館時男）
- 快傑ゾロ
- 地獄先生ぬ〜べ〜（ゆきべ〜）
- B'T-X（少年時代のクアトロ）
- 美少女戦士セーラームーンセーラースターズ（夜天光 / セーラースターヒーラー）
- YAT安心!宇宙旅行（次郎）

1997年
- アニメがんばれゴエモン（目白台ママ、サスケ）
- 中華一番!（シロウ）
- 忍ペンまん丸（ドサク）
- ポケットモンスター（1997年 - 1998年、オババ、マイケル）

1998年
- コロコロクリリン（クリリン）
- ドクタースランプ（ウンチ、ジャングル少年）
- YAT安心!宇宙旅行（テリー）

1999年
- 金田一少年の事件簿（太刀川都）
- ぐるぐるタウンはなまるくん（1999年 - 2001年、こぷー、ザ・ジズゼゾの母ちゃん）
- サイボーグクロちゃん（クロ）
- 小さな巨人ミクロマン（グレイ）
- 超速スピナー（オヌマッチ）
- デジモンアドベンチャー（1999年 - 2001年、コロモン / アグモン / グレイモン / ウォーグレイモン） - 2シリーズ

2000年
- キティズパラダイスGOLD（クリリン）
- ピポパポパトルくん（2000年 - 2001年、パトル）

2001年
- 格闘料理伝説ビストロレシピ（幕之内膳）
- 激闘!クラッシュギアTURBO（迅キョウスケ、織座ミキヨ）
- シャーマンキング（アレン）
- AIBOアニメーション ピロッポ（ラパ君）

2002年
- 真・女神転生Dチルドレン ライト&ダーク（アレスJr）
- ペコラ（ツネキチ）

2003年
- 明日のナージャ（ジャン）
- アストロボーイ・鉄腕アトム（グーノン）
- 出撃!マシンロボレスキュー（リッキー）
- 人間交差点（津々井茂）
- ふぉうちゅんドッグす（ビーチャン）
- 魔法遣いに大切なこと（寺尾康之）
- 無限戦記ポトリス（マルコ）
- わがまま☆フェアリー ミルモでポン! ごおるでん（チック）

2004年
- ふたりはプリキュア（子熊）
- MONSTER（マルティン）

2005年
- ギャラリーフェイク（マリリン）
- DIGITAL MONSTER X-evolution（ウォーグレイモンX）
- ブラック・ジャック（ゴン太、少年）
- 雪の女王（エリック）

2006年
- おろしたてミュージカル 練馬大根ブラザーズ（極つぶしほそよ）
- サルゲッチュ 〜オンエアー〜（2006年 - 2007年、スペクター、クータ、記者） - 2シリーズ
- 出ましたっ!パワパフガールズZ（プヨ）

2007年
- DARKER THAN BLACK -黒の契約者-（大山美鈴）
- D.Gray-man（ジェシカ）
- BLUE DRAGON（トント）
- 名探偵コナン（2007年 - 2017年、柱谷巧、出川アツ子、吉本ハナ）

2008年
- ポルフィの長い旅（イルマ）
- のらみみ（のっぺりサム）
- 魍魎の匣（安和寅吉）

2009年
- それいけ!アンパンマン がんばれクリームパンダ!クリスマスの冒険（ちびぞうくん）

2010年
- デジモンクロスウォーズ（2010年 - 2012年、シャウトモン） - 3シリーズ
- ハートキャッチプリキュア!（花咲薫子 / キュアフラワー）

2011年
- デュエル・マスターズ クロスショック（クック・ポロン）
- ドラえもん（テレビ朝日版第2期）（ワニー、あばら谷くん）
- ONE PIECE（2011年 - 2024年、ステリー〈幼少期〉、ジンベエ〈幼少期〉、S-シャーク）

2012年
- 人類は衰退しました（妖精さん）

2013年
- 団地ともお（2013年 - 2014年、木下哲子、カラス、野口）
- トリコ（千代）

2015年
- 怪盗ジョーカー（ハチの母）
- ONE PIECE エピソードオブサボ 〜3兄弟の絆 奇跡の再会と受け継がれる意志〜（ステリー）

2016年
- ジョジョの奇妙な冒険 ダイヤモンドは砕けない（大柳賢）
- パズドラクロス（2016年 - 2018年、デビ、黒デビル）

2017年
- サザエさん
- デジモンユニバース アプリモンスターズ（アグモン）
- 鬼灯の冷徹（樒）

2018年
- 深夜!天才バカボン（吉田くん）

2019年
- けものフレンズ2（ナレーション〈第2話Aパートのアイキャッチ〉）
- パズドラ（2019年 - 2020年、デビ）

2020年
- 痛いのは嫌なので防御力に極振りしたいと思います。（2020年 - 2023年、管理者C） - 2シリーズ
- デジモンアドベンチャー:（2020年 - 2021年、アグモン）
- しまじろうのわお!（がんばるくん、アニキー）

2021年
- ふしぎ駄菓子屋 銭天堂（2021年 - 2024年、こばん、新太郎、捨てられたおもちゃ、千丸）
- 究極進化したフルダイブRPGが現実よりもクソゲーだったら（マリア）
- ブルーピリオド（龍二の祖母）

### 劇場アニメ
1983年
- 宇宙戦艦ヤマト 完結編（島次郎）
- ナイン（安田雪美）

1984年
- 風の谷のナウシカ（少年）

1985年
- キャプテン翼 ヨーロッパ大決戦（早苗）
- キャプテン翼 危うし! 全日本Jr.（早苗）
- 銀河鉄道の夜（カムパネルラ）

1986年
- キャプテン翼 明日に向って走れ!（早苗）
- キャプテン翼 世界大決戦!! Jr.ワールドカップ（早苗）

1987年
- プロゴルファー猿 甲賀秘境!影の忍法ゴルファー参上!（トビ丸）
- Bugってハニー メガロム少女舞4622（トボ）

1988年
- ウルトラB ブラックホールからの独裁者B・B（B・B）
- となりのトトロ（草壁メイ）

1989年
- それいけ!アンパンマン キラキラ星の涙（てんどんまん)
- 魔女の宅急便（赤ん坊）

1990年
- それいけ!アンパンマン ばいきんまんの逆襲（てんどんまん）

1991年
- それいけ!アンパンマン ドキンちゃんのドキドキカレンダー（てんどんまん）

1992年
- それいけ!アンパンマン つみき城のひみつ（てんどんまん）
- それいけ!アンパンマン アンパンマンとゆかいな仲間たち（てんどんまん）
- 地球を救え!なかまたち ちびねこトムの大冒険（チキ）※未公開作品
- 花の魔法使いマリーベル フェニックスのかぎ（タンバリン）

1993年
- お星さまのレール（ミコ）
- それいけ!アンパンマン 恐竜ノッシーの大冒険（てんどんまん）

1994年
- それいけ!アンパンマン リリカル☆マジカルまほうの学校（てんどんまん）
- それいけ!アンパンマン みんな集まれ! アンパンマンワールド（てんどんまん）

1995年
- 美少女戦士セーラームーンSuperS セーラー9戦士集結!ブラック・ドリーム・ホールの奇跡（ペルル）

1996年
- PiPi とべないホタル（アーリ）
- それいけ!アンパンマン 空とぶ絵本とガラスの靴（てんどんまん）

1997年
- 機関車先生（西本修平）
- それいけ!アンパンマン 虹のピラミッド（てんどんまん）

1998年
- それいけ!アンパンマン てのひらを太陽に（ちびぞうくん）

1999年
- スライム冒険記 〜海だ、イエー〜（ひょろった）
- それいけ!アンパンマン 勇気の花がひらくとき（ちびぞう）
- それいけ!アンパンマン アンパンマンとたのしい仲間たち（てんどんまん）
- デジモンアドベンチャー（コロモン）

2000年
- それいけ!アンパンマン 人魚姫のなみだ（ちびぞう）
- デジモンアドベンチャー ぼくらのウォーゲーム!（アグモン）
- デジモンアドベンチャー3D デジモングランプリ!（アグモン）

2001年
- それいけ!アンパンマン ゴミラの星（てんどんまん、ちびぞう）
- デジモンアドベンチャー02 ディアボロモンの逆襲（アグモン）
- デジモンテイマーズ 冒険者たちの戦い（オメガモン）

2002年
- えっちゃんのせんそう（たつお）
- 激闘!クラッシュギアTURBO カイザバーンの挑戦!（迅キョウスケ）
- 劇場版 サルゲッチュ 黄金のピポヘル・ウッキーバトル（スペクター）
- それいけ!アンパンマン ロールとローラ うきぐも城のひみつ（ちびぞう）
- それいけ!アンパンマン 鉄火のマキちゃんと金のかまめしどん（てんどんまん）

2003年
- それいけ!アンパンマン ルビーの願い（ちびぞうくん）

2004年
- それいけ!アンパンマン 夢猫の国のニャニイ（ちびぞうくん）
- それいけ!アンパンマン つきことしらたま〜ときめきダンシング〜（べろべろまん）

2005年
- それいけ!アンパンマン ハピーの大冒険（ちびぞうくん）

2006年
- それいけ!アンパンマン いのちの星のドーリィ（てんどんまん）
- それいけ!アンパンマン コキンちゃんとあおいなみだ（てんどんまん）

2007年
- それいけ!アンパンマン シャボン玉のプルン（ちびぞう）
- それいけ!アンパンマン ホラーマンとホラ・ホラコ（てんどんまん）

2008年
- それいけ!アンパンマン 妖精リンリンのひみつ（てんどんまん）
- それいけ!アンパンマン ヒヤヒヤヒヤリコとばぶ・ばぶばいきんまん（てんどんまん）

2009年
- 映画 フレッシュプリキュア! おもちゃの国は秘密がいっぱい!?（テディベア）
- それいけ!アンパンマン だだんだんとふたごの星（ちびぞうくん）
- それいけ!アンパンマン ばいきんまんvsバイキンマン!?（ちびぞうくん）

2010年
- 映画 ハートキャッチプリキュア! 花の都でファッションショー…ですか!?（花咲薫子）
- それいけ!アンパンマン ブラックノーズと魔法の歌（てんどんまん）
- それいけ!アンパンマン はしれ!わくわくアンパンマングランプリ（てんどんまん）

2011年
- それいけ!アンパンマン すくえ! ココリンと奇跡の星（ちびぞうくん）

2012年
- それいけ!アンパンマン よみがえれ バナナ島（ちびぞうくん）
- それいけ!アンパンマン リズムでてあそび アンパンマンとふしぎなパラソル（ちびぞうくん）

2013年
- 映画 プリキュアオールスターズNewStage2 こころのともだち（影）
- それいけ!アンパンマン とばせ! 希望のハンカチ（ちびぞうくん）
- それいけ!アンパンマン みんなでてあそび アンパンマンといたずらオバケ（ちびぞうくん）

2014年
- それいけ!アンパンマン りんごぼうやとみんなの願い（ちびぞうくん）
- それいけ!アンパンマン たのしくてあそび ママになったコキンちゃん!?（ちびぞうくん）
- 映画ドラえもん 新・のび太の大魔境 〜ペコと5人の探検隊〜（チッポ）

2015年
- それいけ!アンパンマン ミージャと魔法のランプ（ちびぞうくん）
- それいけ!アンパンマン リズムでうたおう!アンパンマン夏まつり（てんどんまん）
- デジモンアドベンチャー tri. 第1章「再会」（アグモン）

2016年
- それいけ!アンパンマン おもちゃの星のナンダとルンダ（ちびぞうくん）
- デジモンアドベンチャー tri. 第2章「決意」（アグモン）
- デジモンアドベンチャー tri. 第3章「告白」（アグモン）
- ONE PIECE FILM GOLD（リッカ）

2017年
- それいけ!アンパンマン ブルブルの宝探し大冒険!（ちびぞうくん）
- デジモンアドベンチャー tri. 第4章「喪失」（アグモン）
- デジモンアドベンチャー tri. 第5章「共生」（アグモン）

2018年
- デジモンアドベンチャー tri. 第6章「ぼくらの未来」（アグモン）
- それいけ!アンパンマン かがやけ!クルンといのちの星（ちびぞうくん）

2019年
- 劇場版シティーハンター 〈新宿プライベート・アイズ〉（来生愛）
- タマ&フレンズ〜タマとふしぎな石像〜（トラ）
- それいけ!アンパンマン きらめけ!アイスの国のバニラ姫（ちびぞうくん）

2020年
- デジモンアドベンチャー LAST EVOLUTION 絆（アグモン）

2021年
- それいけ!アンパンマン ふわふわフワリーと雲の国（ちびぞうくん）

2022年
- それいけ!アンパンマン ドロリンとバケ〜るカーニバル（ちびぞうくん）

2023年
- 劇場版シティーハンター 天使の涙（来生愛）

2025年
- クレヨンしんちゃん 超華麗!灼熱のカスカベダンサーズ（ラーテル）

### OVA
1984年
- BIRTH（ムニョ）

1985年
- エリア88（風間真〈少年時代〉）
- 幻夢戦記レダ（ヨニ）
- ラブ・ポジション ハレー伝説（少年）

1986年
- メガゾーン23 PART II 秘密く・だ・さ・い（ダンピ）
- 夢次元ハンターファンドラ PART III ファントス編（GK）

1987年
- ザ・サムライ（土岐あかり）
- ダーティペア（サム）

1988年
- アニメ ハチ公物語（勇二）
- ズッコケ時空冒険（ハチベエ〈八谷良平〉）

1989年
- 朱鷺色怪魔（月村香穂）
- 新キャプテン翼（1989年 - 1990年、中沢早苗）

1990年
- ウルトラマングラフィティ おいでよ!ウルトラの国（ミイラ人間、レッドキング、М1号、マグマ星人、ジラ子、ピット星人、ウルトラマンレオ、ウルトラの母）
- 天外魔境 自来也おぼろ変

1991年
- ここはグリーン・ウッド（如月瞬）
- スーパーマリオワールド マリオとヨッシーの冒険ランド（ヨッシー）
- スローステップ（田中知香）

1993年
- ハローキティの夢どろぼう（ばくばく）

1994年
- I・R・I・A ZEIRAM THE ANIMATION（コミマサ）

1996年
- ふしぎ遊戯（柳宿、美朱の母）

1997年
- B'T-X NEO（少年クアトロ）
- ふしぎ遊戯 第二部（鳳綺）

2004年
- あじさいの唄（栗之助）

2010年
- うる星やつら ザ・障害物水泳大会（じんじゃあ）
- サンリオ世界名作劇場「コロコロクリリンの田舎ネズミ都会ネズミ」（クリリン）

### Webアニメ
- ルパン三世VSキャッツ・アイ（2023年、来生愛[90]）
- デジモンアドベンチャー 25周年記念PV「デジモンアドベンチャー-BEYOND-」（2025年、アグモン）

### ゲーム
1994年
- キャプテン翼（中沢早苗）※メガCD版
- 初恋物語（園田くん）

1995年
- アークザラッド（ポコ）

1996年
- アークザラッドII（ポコ）
- ストリートファイターEX（プルム プルナ）
- 美少女戦士セーラームーン セーラースターズ ふわふわパニック2（セーラースターヒーラー）
- ロックマン8 メタルヒーローズ（アクアマン、クラウンマン、「READY」の声、標識の声）

1997年
- グランディア（ミルダ）
- ストリートファイターEX plus（プルム・プルナ）
- ストリートファイターEX plus α（プルム・プルナ）
- 天外魔境 第四の黙示録（都来）

1998年
- AZITO2（松本智恵美）

1999年
- ゴエモン もののけ双六
- サルゲッチュ（スペクター）
- たまごDEパズル（ハーミィ、メカハーミィ）
- ストリートファイターEX2 PLUS（プルム・プルナ）

2000年
- ストリートファイターEX3（プルム・プルナ）
- 冒険時代活劇ゴエモン（サスケ、キラ）

2001年
- がんばれゴエモン〜大江戸大回転〜（サスケ）
- シェンムーII（李桂香）
- 玉繭物語2 〜滅びの蟲〜（カフー）
- デジモンテイマーズ バトルエボリューション（アグモン）

2002年
- ガチャろく（ゆか）
- 帰ってきたサイボーグクロちゃん（クロ）
- サルゲッチュ2（スペクター）
- スーパーロボット大戦IMPACT（神勝平）

2003年
- ガチャろく2〜今度は世界一周よ!!〜（ゆか）

2004年
- ガチャメカスタジアム サルバト〜レ（スペクター）
- サンリオ スーパータイニーパーク（クリリン）
- デジモンバトルクロニクル（アグモン、ブラックアグモン）

2005年
- がんばれゴエモン 東海道中 大江戸天狗り返しの巻（サスケ）
- サルゲッチュ3（スペクター）

2006年
- キャプテン翼（中沢早苗）※PlayStation 2版
- サルゲッチュ ミリオンモンキーズ（スペクター）

2007年
- サルゲッチュ サルサル大作戦（スペクター）

2008年
- スーパーロボット大戦A PORTABLE（神勝平）
- スーパーロボット大戦Z（神勝平、リーア）

2010年
- キングダム ハーツ バース バイ スリープ（ヒューイ・デューイ・ルーイ）
- フリフリ!サルゲッチュ（スペクター）
- デジモンクロスウォーズ 超デジカ大戦（シャウトモン）

2011年
- 第2次スーパーロボット大戦Z 破界篇 / 再世篇（神勝平）

2013年
- デジモンアドベンチャー（アグモン）
- トリコ グルメガバトル!（千代）
- プレイステーション オールスター・バトルロイヤル（スペクター）

2014年
- ドラえもん 新・のび太の大魔境 〜ペコと5人の探検隊〜（チッポ）

2015年
- 第3次スーパーロボット大戦Z 天獄篇（神勝平）
- デジモンストーリー サイバースルゥース（アグモン）

2016年
- デジモンワールド -next 0rder-（アグモン、シャウトモン）

2017年
- スーパーロボット大戦V（神勝平）

2018年
- モンスターストライク（ヒューイ・デューイ・ルーイ）
- デジモンリアライズ（アグモン）

2019年
- キングダム ハーツIII（ヒューイ・デューイ・ルーイ）

2020年
- アイドルマスター シンデレラガールズ スターライトステージ（アグモン / グレイモン）
- ジョジョのピタパタポップ（ジャンケン小僧）
- クルセイダークエスト（バク丸）
- CARAVAN STORIES（ドラクート）

2022年
- デジモンサヴァイブ（アグモン）
- ジョジョの奇妙な冒険 オールスターバトルR（大柳賢）

2023年
- 共闘ことばRPG コトダマン（ボタモン / コロモン / アグモン / ウォーグレイモン / オメガモン）

### 吹き替え

#### 映画
- 悪魔たち、天使たち（ジュリアン〈レイモン・ゴンザレス〉）
- アマゾネス・プリズン（ルイーズ〈イザベル・リボサート〉）※テレビ東京版
- アンディ・ラウの神鳥伝説（メイの姉〈アニタ・ムイ〉）
- ウィッシュ〜夢がかなう時
- ウェルカム・トゥ・サラエボ（エミラ〈エミラ・ヌシェヴィッチ〉）
- 美しい人（ホリー〈リサ・ゲイ・ハミルトン〉）
- エネミー・オブ・アメリカ（レイチェル・バンクス〈リサ・ボネット〉）※ソフト版
- オリバー!（ジャック・ドーキンズ〈ジャック・ワイルド〉）
- カラーズ 天使の消えた街（フェリペ、女3）
- がんばれ!ルーキー（クラーク）
- カンフーキッド/好小子（チェンロン / ジャッキー〈ツオ・シャオフー〉）
- ガンヘッド（セヴン〈原田遊人〉）※TBS放送版吹替
- キョンシーVS五福星（カン）
- グーニーズ（チャンク〈ジェフ・コーエン〉[99]）※TBS版
- グリース（ジャン）※テレビ朝日版
- グレムリン（ピート〈コリー・フェルドマン〉）※テレビ朝日版
- クロウ/飛翔伝説（サラ）※ソフト版
- サイボーグ（ナディ・シモンズ）※テレビ朝日版
- 再来!キョンシーズ（チビキョンシー）
- サルサ/灼熱のふたり（エビータ、仕事仲間）
- サンキュー、ボーイズ（11歳のビバリー・ドノフリオ〈ミカ・ブーレム〉）
- 34丁目の奇跡（ダニエル・ロウリー）
- サンダーパンツ!（パトリック・スマッシュ）
- ジュマンジ（少年時代のアラン・パリッシュ）※フジテレビ版
- 知らなすぎた男（ローリー〈ジョアンヌ・ウォーリー〉）
- 新キョンシーズ（ファンファン）
- 酔拳2（ファン）※フジテレビ版
- 世界中がアイ・ラヴ・ユー（レイン・ダンドリッジ〈ギャビー・ホフマン〉）
- 第5惑星（ザミス〈バンパー・ロビンソン〉）
- ダニエル・スティール/ダディ〜父親・決断の瞬間〜（サム〈マシュー・ローレンス〉）※テレビ東京版
- チーター/三人とチーター友情物語（モローゴ）
- 飛べないアヒル（グレッグ・ゴールドバーグ）
- トミー
- 友へ チング（チョン・ウンテク子供時代）※ソフト版（標準語）
- 泣かないで
- ナチュラル（ボビー・サボイ）※テレビ朝日版
- ニア・ダーク/月夜の出来事（ホーマー〈ジョシュア・ミラー〉）
- バーニーズ あぶない!?ウィークエンド（トニー）
- バーニング（タイガー）
- バック・トゥ・ザ・フューチャー（ジェニファー・パーカー〈クラウディア・ウェルズ〉、ミルトン・ベインズ、スクーターの坊や）※フジテレビ版
- バック・トゥ・ザ・フューチャー PART2（スパイク、フォーリー巡査、謎の一家〈息子〉）※テレビ朝日版
- バッドサンタ（サーマン・マーマン〈ブレット・ケリー〉）
- ハリー・ポッターと秘密の部屋（嘆きのマートル〈シャーリー・ヘンダーソン〉[100]）
- ハリー・ポッターと炎のゴブレット（嘆きのマートル〈シャーリー・ヘンダーソン〉）
- バロン（サリー〈サラ・ポーリー〉）※フジテレビ版
- ビーグル犬 シャイロ2（タルボット）
- ビッグ（ビリー〈ジャレッド・ラシュトン〉）※テレビ東京版、機内上映版
- ブーメラン ※フジテレビ版
- フォー・ルームス（サラ）
- フライング・キッズ（ダブニー・ミッチェル）
- フリー・ウィリー2（エルヴィス〈フランシス・キャプラ〉）※テレビ朝日版
- ブルーサンダー ※テレビ朝日版
- ベビーシッター・アドベンチャー（サラ〈マイア・ブルートン〉）※フジテレビ版
- BOYS（クック）
- ボーイズ'ン・ザ・フッド（10歳のトレ）
- ホーム・アローン（ミッチ・マーフィー）※ソフト版
- ポルターガイスト3 / 少女の霊に捧ぐ…
- 泣かないで ※テレビ朝日版
- マッキーとマック（ジョナサン〈スティーヴン・アンドレイド〉）
- マッドマックス/サンダードーム ※フジテレビ版
- ミシシッピー・バーニング ※テレビ朝日版
- ミスティック・ピザ（フィービー・トラヴァース）
- ミセス・ハリス、パリへ行く（アダ・ハリス〈レスリー・マンヴィル〉[101]）
- 名犬ラッシー/宇宙は近いぞ、ラッシー!（ダニー・ベイカー）
- モンキーボーン（キミー・マイリー〈メーガン・ムラーリー〉）
- モンスター・イン・ザ・クローゼット/暗闇の悪魔（プロフェッサー〈ポール・ウォーカー〉）
- 幽幻道士シリーズ（チビクロ〈チャールズ・チェン〉）
  - 幽幻道士
  - 幽幻道士2
  - 幽幻道士3
  - 幽幻道士4
  - 新・幽幻道士 立体奇兵
- リトルキョンシー 幽霊童子（シューサイ）
- 掠奪された七人の花嫁（ルース〈ルタ・キルモニス〉）※NHK BS1版
- レジェンド/光と闇の伝説（ウーナ）
- ロジャー・ラビット（トゥイーティー、ベティ・ブープ、ピノキオ）
- ロッキー4/炎の友情（ロッキー・ジュニア）※TBS版
- ロボコップ（ジミー・マーフィ）※テレビ朝日版
- ワンス・アポン・ア・タイム・イン・アメリカ（少年時代のパッツィ〈ブライアン・ブルーム〉）※VHS版

#### ドラマ
- ER緊急救命室
  - シーズン4 #1（ペトラ〈サマー・フェニックス〉）
  - シーズン5 #7（マリア・ジョーンズ〈オクタヴィア・スペンサー〉）
  - シーズン7 18（サラ・モリス〈カリマー・ウェストブルック〉）
  - シーズン9 #15（ケリー）
  - シーズン11 #4（ニッシェル・リチャードソン〈デイドリー・ヘンリー〉）
- インディ・ジョーンズ/若き日の大冒険
- 恐竜王国（アニー・ポーター）
- 恐竜家族
- サマンサ Who?（ディーナ〈メリッサ・マッカーシー〉）
- 新・刑事コロンボ 汚れた超能力（トミー〈マイケル・バコール〉）
- ツイン・ピークス シーズン2 #8（グウェン・モートン〈キャスリーン・ウィルホイト〉）
- 特捜刑事マイアミ・バイス シーズン4 #14（シンダー〈リサ・マリー〉）
- ドクタークイン 大西部の女医物語
  - シーズン1 #18（ザック・ローソン〈ジョセフ・ゴードン＝レヴィット〉）
  - シーズン4（アンソニー）
- PING PONG（リーチャ）
- ファミリータイズ（ジェニファー・キートン〈ティナ・ヨーザーズ〉）※VHS版
- フルハウス（D.J.〈ドナ・ジョー〉タナー〈キャンディス・キャメロン〉）
  - フラーハウス（D.J.タナー・フラー〈キャンディス・キャメロン・ブレ〉）
- 来来!キョンシーズ（チビクロ〈チャールズ・チェン〉）

#### テレビ番組
- ジム・ヘンソンのファンタジー・ワールド（ビッキー）

#### アニメ
- アラジンの大冒険（光の精）
- アンジェラ・アナコンダ（ジョニー）
- アンツ（アズテカ）
- 史上最強のグーフィー・ムービー Xゲームで大パニック!
- コビーの冒険（コビー）
- 西遊記 孫悟空対白骨婦人（子供）
- ジャングルカブス（バルー）
- ぞうのババール（アーサー）
- スヌーピーとチャーリーブラウン（チャーリー・ブラウン）
- 小さな森の精 あいあむ!スマーフ（ブレイニー）
- ディズニー 各作品（ヒューイ、デューイ、ルーイ）※BVHE版（『クワック・パック』『ダックテイルズ』を除く）
- トムとジェリーキッズ（ティム、ドリプル）
- トムとジェリー ショー（クワッカー）
- ドーラといっしょに大冒険（ドーラ）
- ハッピー フィート2 踊るペンギンレスキュー隊（アティカス）
- パパはグーフィー（マックス）
- 101匹わんちゃん (TVシリーズ)（ラッキー）
- 101匹わんちゃん Go Go! ダルメシアン!!（ラッキー）
- ムーチャ・ルーチャ!（フリー）
- 森のリトル・ギャング（スパイク）
- ライオン・キングのティモンとプンバァ（プンバァ・ジュニア）

#### 人形劇
- フラグルロック（レッド・フラグル）

### 特撮
- もりもりぼっくん（1986年、ぼっくんの声）
- スーパー戦隊シリーズ
  - 地球戦隊ファイブマン（1990年、サイラギンの声）
  - 恐竜戦隊ジュウレンジャー ダイノビデオ（1992年、ダイノくん）
  - 炎神戦隊ゴーオンジャー（2008年、ワメイクル〈チビ〉の声）
- ウルトラマンゼアス2 超人大戦・光と影（1997年、宇宙カード珍獣デジタルカネゴンの声）

### 人形劇
- こどもにんぎょう劇場「おばけガスのはくぶつかん」

### ラジオ
- アニメトピア（3代目パーソナリティ）
- 東京REMIX族（J-WAVE、コーナーナレーション）

### CD
- ワープ・ボーイ -Warped Boy- / 気まぐれムーンライト（1984年、らんぽう） - 1984年4月1日発売
- ビデオ・ゲーム・グラフィティ（1986年、パックマン）
- 虹の世紀シェラトーン（1987年、清水誠）
- SUPER MARIO BROS. SPECIAL 「夢の中で見つけて」（1990年）
- 天外魔境 自来也おぼろ変 映像的電子蓄音盤（1990年、挿入歌〈伊倉一恵、神代知衣とのユニット「GALLOP」として〉）
- 平成バカボン 平成音楽大全集「ママ大好き」（1990年、ハジメ）
- BOOGIE QUEEN（1993年）
- 風の旋律（1995年、ふしぎ遊戯エンディングテーマ）
- TWIN SIGNAL（1995年、ハーモニー）
- 美少女戦士セーラームーン セーラースターズ キャラクターソング - 真夜中ひとり（1996年、夜天光 / セーラースターヒーラー）
- 赤ちゃんと僕 ボーカルコレクション「みんなしゅき!」（1997年、榎木実）
- ストリートファイターEX ドラマCD（1997年、プルム・プルナ）
- デジモンアドベンチャー02ベストパートナー（1）八神太一&アグモン（2000年）
- 銀の勇者（2002年、魔王）

### 配信曲
- 黄金世代の鼓動（『CRキャプテン翼 黄金世代の鼓動』挿入歌、伊倉一恵、神代知衣とのユニット「GALLOP」名義）
- 試合への道（『CRキャプテン翼 黄金世代の鼓動』挿入歌、伊倉一恵、神代知衣とのユニット「GALLOP」名義）

### ナレーション
- 〜どうぶつ冒険バラエティ〜ワンダ!（テレビ東京）
- ペット大行進! ど〜ぶつくん（テレビ東京）
- NHKスペシャル「終わらない人 宮崎駿」（NHK総合）
- どうぶつピース（テレビ東京）
- NHK高校講座 家庭総合（2017年 - 、NHKEテレ）

### テレビ番組
- 昔話法廷 「三匹のこぶた裁判」（オオカミの母親の声）

### 映画
- 踊る大捜査線 THE MOVIE 2 レインボーブリッジを封鎖せよ!（湾岸太郎の声）

### CM
- ムヒ きずぐすり液CM、キズテープCM（終わりの「ムヒのきずぐすり液もね」のみ）（てんどんまん）
- 日清食品『日清 カップヌードルごはん』（2013年） - ハジメちゃん
- デジモンリンクス（アグモンの声）
- ナムコ『ワギャンランド3』（1992年）
- メディアリング『トイレキッズ』（1992年）

### ライブ
- GALLOP 20年ぶりの復活LIVE 女のためいきまつり（2011年4月24日）※伊倉一恵、神代知衣とのユニット
- GALLOP LIVE 春はやっぱり、見せパンまつり「いいってことよぉ〜」（2013年4月6日 - 7日）
- GALLOP LIVE 鼻血が出るまでピーナッツ特集（2015年6月6日 - 7日）
- GALLOP LIVE 鼻血が出たときゃあピーナッツ！（2017年4月22日 - 23日）
- GALLOP LIVE ファイナル「大暴れ！最後のおばちゃんまつり」（2025年7月26日）

### その他コンテンツ
- 新ちゃんがないた!（ツヨシ）
- 学研 2年の学習 1991年4月号付録カセットテープ「ねこまんまのポチの九九のうた」（ポチ）
- ディズニーキャラクター「ミッキー&フレンズ」（ヒューイ・デューイ・ルーイ）
- 愛知万博 三菱未来館「もし月がなかったら」（月）
- スペースワールド メインキャラクター（ラッキーラビット）
- CRキャプテン翼シリーズ（中沢早苗）
- Pキャプテン翼2020（中沢早苗）